# Albrecht (Preußen)

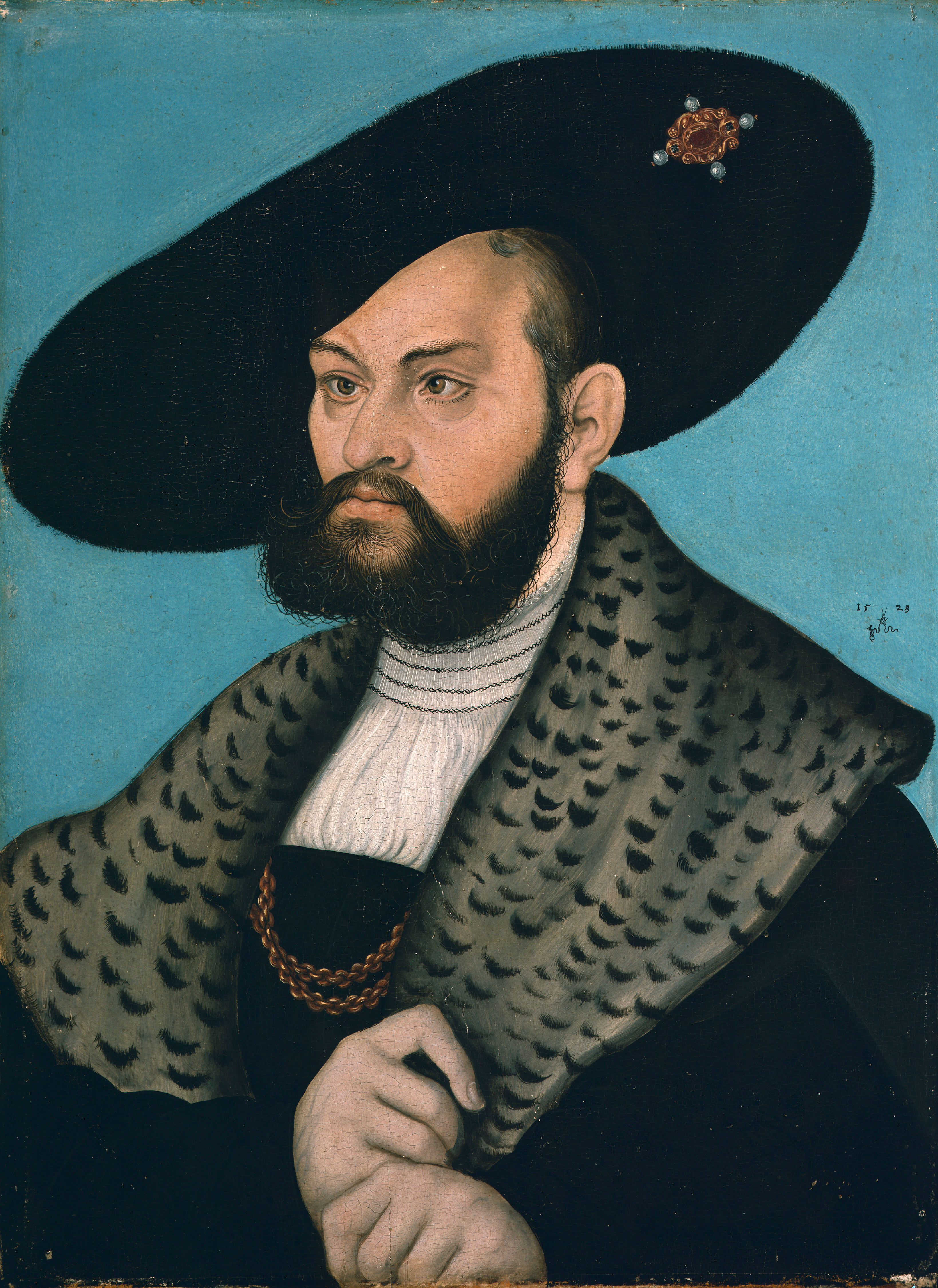
Bildnis von Markgraf Albrecht von Brandenburg-Ansbach, porträtiert von Lucas Cranach d. Ä., datiert 1528, im Besitz des Herzog Anton Ulrich-Museums in Braunschweig.

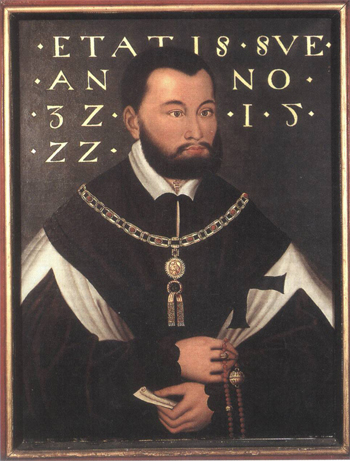
Albrecht von Brandenburg-Ansbach als Hochmeister des Deutschen Ordens (1522)

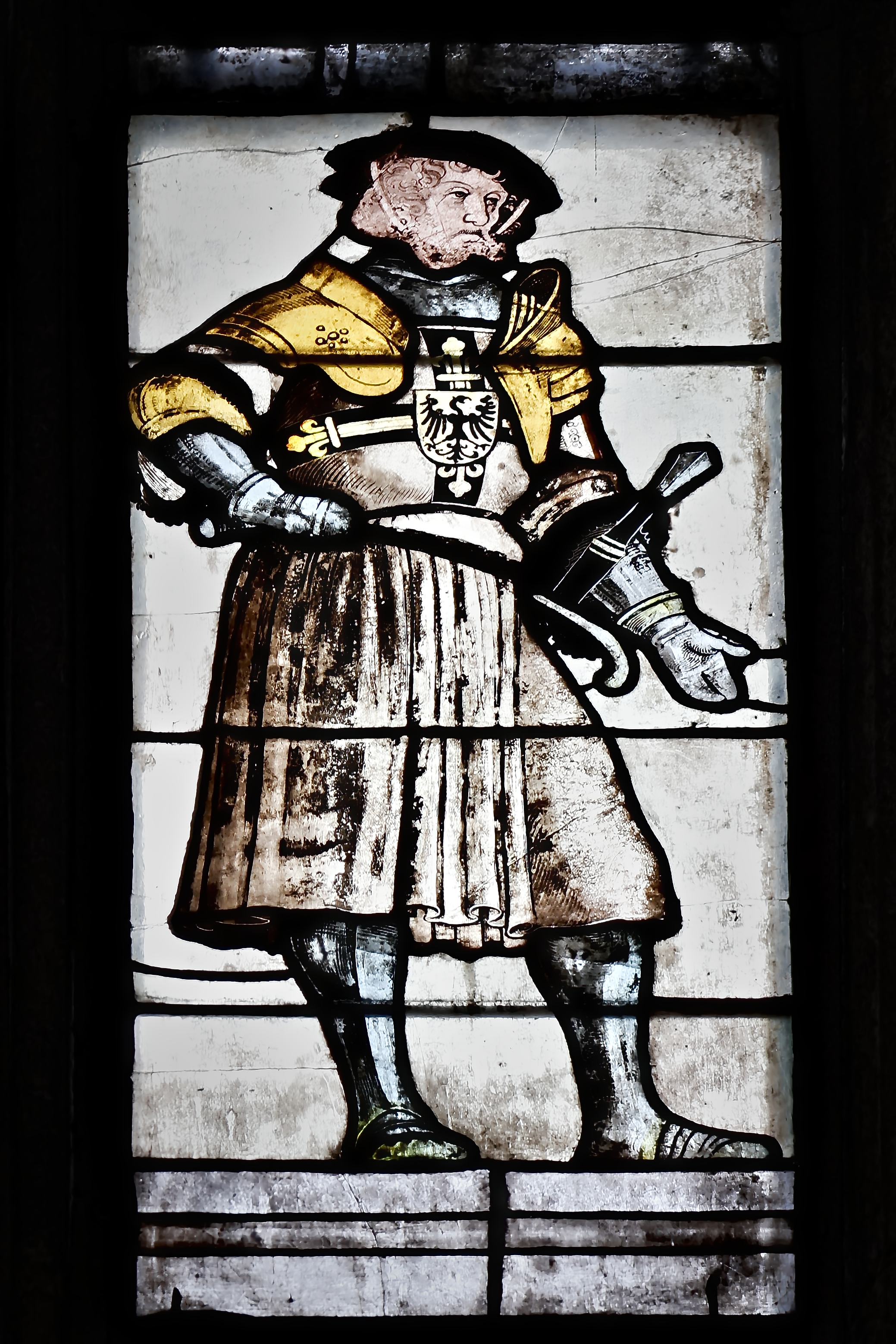
Darstellung Albrechts im Markgrafenfenster von St. Sebald in Nürnberg, Arbeit von Hans Süß (1515)

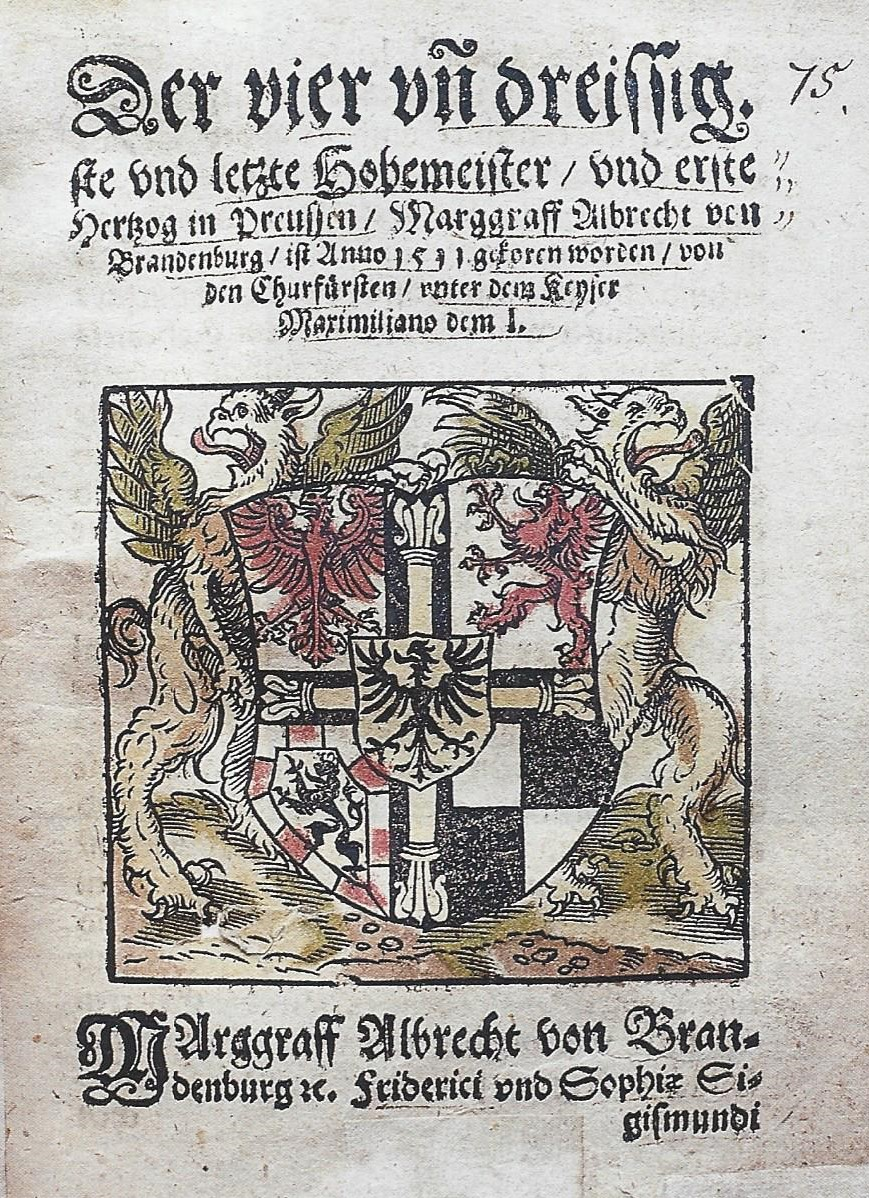
Wappen von Albrecht als Hochmeister

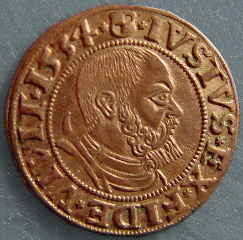
Münze (1534) mit dem Profil Herzog Albrechts und der Inschrift „Iustus ex fide vivit“ („Der Gerechte lebt aus dem Glauben“), ein Zitat aus dem Galaterbrief nach der Vulgata

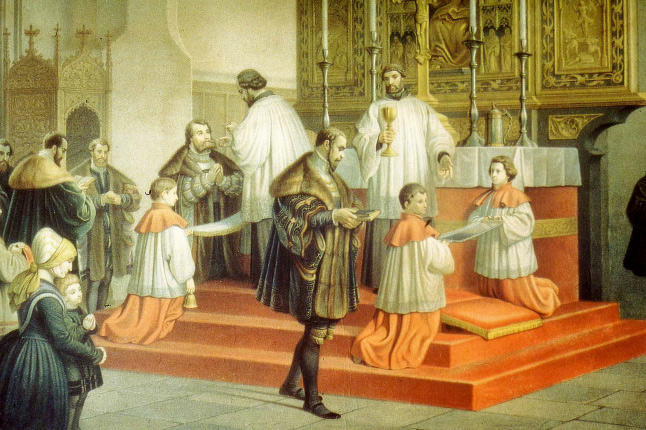
Herzog Albrecht von Preußen empfängt in der Domkirche zu Königsberg zum ersten Mal das Abendmahl nach protestantischem Ritus, Aquarell von Ludwig Rosenfelder in der Hochmeisterkirche in Berlin-Wilmersdorf, um 1852

Albrecht von Preußen (* 17. Mai 1490 in Ansbach; † 20. März 1568 auf Burg Tapiau) war ein Prinz von Ansbach aus der fränkischen Linie der Hohenzollern und ab 1511 der letzte Hochmeister des Deutschen Ordens in Preußen. Er trat 1525 zur Reformation über, säkularisierte den Deutschen Orden in Preußen in seiner Eigenschaft als eine Ordensgemeinschaft und verwandelte als erster „Herzog in Preußen“ die katholisch dominierte weltliche Herrschaft des Deutschordensstaates in Preußen in das erbliche lutherische Herzogtum Preußen, das er bis zu seinem Tod regierte.

## Herkunft
Geboren wurde Albrecht am 17. Mai 1490 in Ansbach. Sein Vater war Friedrich V., Markgraf von Brandenburg-Ansbach. Seine Mutter Sofia Jagiellonka war eine Tochter des polnischen Königs Kasimir IV. Andreas und der Elisabeth von Habsburg, einer Tochter des deutschen Königs Albrecht II. und Enkelin Kaiser Sigismunds. Seine Eltern bestimmten Albrecht im Sinne der Dispositio Achillea zur geistlichen Laufbahn.

## Leben

### Hochmeister des Deutschen Ordens
In seinem 21. Lebensjahr wählte ihn der Deutsche Orden 1511 zum 37. Hochmeister. Der Orden beabsichtigte, die 1466 im Zweiten Frieden von Thorn gegenüber dem König von Polen eingegangene Heeresfolge abzuschütteln. Voraussetzung war, dass der neu gewählte Hochmeister den Lehnseid gegenüber dem König Sigismund I. verweigert. Daher erschien Albrecht, der Sohn eines regierenden Fürsten des Heiligen Römischen Reichs und Neffe Sigismunds, dem Ordenskapitel für das Hochmeisteramt als besonders geeignet. Im Vertrauen auf die Beistandspflicht des Deutschmeisters und des Landmeisters von Livland verweigerte Albrecht dem polnischen König den Lehnseid. Sigismund erreichte jedoch 1513 eine Mahnung des Papstes an Albrecht und 1515 von Kaiser Maximilian die Anerkennung des Friedens von 1466, wofür er im Gegenzug dessen Königtum in Böhmen und Ungarn unterstützte.
Nachdem Maximilians Nachfolger Karl V. bei seiner Thronbesteigung 1519 Albrecht zum Lehnseid aufgefordert hatte und klar geworden war, dass weder aus dem Reich noch aus Livland Unterstützung für Albrecht zu erwarten war, fielen polnische Truppen im Verlauf des Reiterkriegs im Winter 1519/1520 in den Ordensstaat ein, um den Orden zu unterwerfen. Wider Erwarten kam es zu keiner Entscheidung. Dänische Unterstützung, ein Söldnerheer aus dem Reich und vor allem die Angst vor dem mit Albrecht verbündeten Russland veranlassten Sigismund, mit Albrecht, dessen Söldner immer aufsässiger wurden, im April 1521 durch Vermittlung des Papstes und des Kaisers einen vierjährigen Waffenstillstand zu schließen.

### Herzog in Preußen
In den folgenden zwei Jahren verlief Albrechts Suche nach Unterstützung im Reich unglücklich, während sich Sigismund mit Moskau arrangierte. 1522 wurde Albrecht während der Religionskämpfe in Nürnberg von Andreas Osiander für die Reformation gewonnen. Auf Luthers Rat entschloss er sich im November 1523, bestätigt durch Sigismunds Gesandten Achatius von Zehmen, das Amt des Hochmeisters niederzulegen, den Deutschordensstaat in ein weltliches Herzogtum umzuwandeln und dort, nachdem bereits reformatorische Ideen ins Land gekommen waren und Bischof Georg von Polentz an Weihnachten 1523 die erste evangelische Predigt im Königsberger Dom gehalten hatte, die Reformation offiziell einzuführen. Am 8. April 1525 unterstellte sich Albrecht im Vertrag von Krakau lehnsrechtlich dem polnischen König Sigismund und legte in Krakau vor Sigismund den Huldigungseid ab, in dem er Preußen als ein in gerader, männlicher Linie forterbendes Herzogtum zu Lehen nahm. Mitbelehnt wurden seine Brüder Kasimir und Georg. Auf dem Landtag, der kurz darauf in Königsberg gehalten wurde, erklärten sich alle Stände mit dem Bischof von Samland, Georg von Polentz, an der Spitze für die Anerkennung des Herzogtums und für die Annahme der Reformation.
Albrecht setzte an die Durchführung seines Werkes alle Kraft. Sofort erschien eine neue Kirchenordnung, und die Versuche des Deutschen Ordens, Albrecht wieder zu verdrängen, sowie die beim Reichskammergericht in Deutschland 1531 gegen den Herzog erwirkte und am 18. Januar 1532 verhängte Reichsacht hatten keine andere Wirkung, als dass dieser die Einführung der evangelischen Lehre und die Befestigung seiner Herrschaft umso eifriger betrieb. Das bedeutete das Ende des Ordensstaates in Preußen.
Ganz besonders förderte Albrecht das Schulwesen: In den Städten legte er Lateinschulen an, gründete 1540 das Gymnasium in Königsberg und 1544 die Albertus-Universität Königsberg, zu deren Theologieprofessor er 1549 Andreas Osiander berief. Deutsche Schulbücher (Katechismen etc.) ließ er auf eigene Kosten drucken, und Leibeigenen, welche sich dem Lehrgeschäft widmen wollten, gab er die Freiheit. Von ihm stammt der Text der ersten drei Strophen des Kirchenliedes Was mein Gott will, gescheh allzeit (Evangelisches Gesangbuch Nr. 364). Albrecht legte auch den Grundstock zur königlichen Bibliothek, dessen 20 prächtigste Bände er für seine zweite Gattin Anna Maria von Braunschweig in reinem Silber beschlagen ließ. Sie erhielt daher den Namen Silberbibliothek.
Seine letzten Regierungsjahre wurden ihm durch kirchliche und politische Zerwürfnisse vielfach verbittert. Der Streit des Königsberger Professors Andreas Osiander, der Melanchthon heftig anfeindete, mit seinen Kollegen, namentlich mit Joachim Mörlin, gab Anlass zu ernsten Verwicklungen. Der Herzog stand auf Seiten Osianders, der größte Teil der Geistlichkeit, auf das Volk gestützt, hielt es mit dem des Landes verwiesenen Mörlin, ebenso die Städte und der Adel, weil jene so die Anerkennung ihrer ehemaligen Vorrechte, dieser dagegen die Beschränkung der herzoglichen Gewalt auf das Verhältnis des ehemaligen Hochmeisters zu seinem Orden zu erreichen hofften. Fast das ganze Land stand dem Fürsten feindselig gegenüber, der angeklagt wurde, die Ausländer zu sehr zu begünstigen, sich in der Tat viele Jahre vom kroatischen Abenteurer und Universalgelehrten Stanislav Pavao Skalić hatte beherrschen lassen und überdies sehr verschuldet war. Die Stände suchten Hilfe in Polen. Daraufhin sandte Polen 1566 eine Kommission nach Königsberg, die gegen den Herzog entschied. Des Herzogs Beichtvater Johann Funck, der Schwiegersohn Osianders, und zwei Verbündete wurden als Hochverräter zum Tode verurteilt, Mörlin wurde zurückberufen und zum Bischof von Samland ernannt. Als solcher schrieb er zur Verdammung der Osianderschen Lehren das symbolische Buch Preußens: Repetitio corporis doctrinae Prutenicae. Neue Räte wurden dem Herzog von der polnischen Kommission und den Ständen aufgenötigt. Von ihnen abhängig, verlebte Albrecht seine letzten Tage in tiefem Kummer.
Albrecht starb am 20. März 1568 auf der Burg Tapiau an der Pest, 16 Stunden nach ihm auch seine zweite Gemahlin Anna Maria.

## Herzog Albrecht als Osiandrist und Laientheologe
Wenn Walther Hubatsch in seiner Biografie hervorhebt, dass Albrecht ein Fürst war, „der an theologischen Kenntnissen und Einsichten seinen Standesgenossen weit überlegen war“, so wird dieses Urteil, das den Überblick über die damalige Fürstengesellschaft voraussetzt, begründet sein. Verfolgt man seinen Lebensweg unter dem Gesichtspunkt seiner theologischen Interessen, so bestätigt sich, dass der Herzog nicht nur für die religiösen, hier auch speziell theologischen Fragen seiner Zeit anhaltendes Interesse zeigte – bis zu seinem Tode 1568. Seine fachlichen Kenntnisse gewannen im Laufe der Jahre an Tiefe und Breite. „Eine Geschichte des Osiandrismus nach Osianders Tod (1552) hätte es ohne Herzog Albrecht in dem bedeutenden Umfang nicht gegeben.“ … „Der Herzog war Motor und Rückgrat dieser theologischen Richtung.“
Der junge Albrecht empfing früh die niederen Weihen und erhielt in Köln eine „weltmännische und religiöse Erziehung“. Er eignete sich dort wahrscheinlich auch selber – schon vor seiner Begegnung mit dem Nürnberger Reformator Andreas Osiander – bei den Dominikanern scholastisches Gedankengut an, das sich später in seinem Denken widerspiegelte. Er wurde 1511 zum jüngsten Hochmeister des Deutschen Ordens erwählt und war mit diesem Amt mit weltlich-politischen wie geistlichen Angelegenheiten befasst und blieb es ab 1525 als Herzog und Landesherr seiner evangelischen preußischen Landeskirche.
Hinzu trat etwa 1522 seine Begegnung mit Andreas Osiander in Nürnberg, dessen reformatorische Predigt ihn beeindruckte. Luthers Schriften und letztlich seine Begegnung mit dem Reformator und Melanchthon in Wittenberg 1523 gewannen ihn für die Reformation, aus der sich dann die Umwandlung des Ordensstaates in Preußen in ein weltliches Herzogtum ergab. Zu den reformatorischen Gedanken, nicht zuletzt in der Ausprägung von Osiander, hat sich der Herzog Kenntnisse von dem Kirchenvater Augustin und anderen antiken Theologen angeeignet. Von diesen war ihm später bis ins hohe Alter eine lange Liste von Namen geläufig. Die Theologie dieser Kirchenväter wurde ihm wohl durch sogenannte Florilegien vermittelt, Zitate-Sammlungen und Textauszüge, die ihm seine Hoftheologen anfertigten. Er drang in diese theologischen Denkmodelle so tief ein, dass er mit ihnen argumentieren und auch andere in diese Gedanken einführen konnte. Letztlich konnte er nach Osianders Tod, 1552, dessen Theologie (einschließlich wichtiger Quellen) im Detail vertreten, so dass der Osiandrismus im Herzogtum noch bis etwa 1566 weiter existierte, bis er mit der Repetitio corporis doctrinae, 1567, endgültig gescheitert war, während Albrecht persönlich an seinen Auffassungen festhielt.
Wer in die Gedankenwelt Albrechts eindringen will, muss, da es im Gegensatz zur fertiggestellten Osiander-Werkeausgabe, kaum (modernes) Gedrucktes gibt, in die Archivalen des noch vorhandenen ehemaligen Staatsarchivs Königsberg, heute in Berlin (Dahlem), einsteigen, vor allem in das Herzogliche Briefarchiv. Zu diesen Quellen gehören Liedertexte aus Albrechts Feder, Gebete, Bekenntnisse, Aufsätze, viele ausführliche Erörterungen in seinem Briefwechsel. – In der neueren Forschung weist Henning P. Jürgens darauf hin, dass sich das Buch von Timothy J. Wengert nur auf gedruckte Quellen stütze und Osianders Lehre fast ausschließlich im Hinblick auf die evangelisch-orthodoxe Konfessionsbildung, im Wesentlichen nach Melanchthons Position, bewerte. Auch die umfangreiche zeitgenössische Streitschriftenliteratur der Osiandergegner werde in dieser Weise ins Feld geführt. Es seien auch die früheren Arbeiten von Martin Stupperich und Jörg Rainer Fligge heranzuziehen, die auf den archivalischen Quellen aufbauten. Die Rolle Herzog Albrechts werde unterschätzt. Es werde nicht deutlich, warum es so viele Unterstützer von Osianders Anliegen in Preußen und Nürnberg gegeben habe.
Die damalige Diskussion ist für Heutige kaum nachvollziehbar. Aber wenn man das historische Phänomen „Osiandrischer Streit“ in etwa verstehen will, muss man sich – hier aus der Sicht Herzog Albrechts – einige zentrale theologische Kernpunkte vergegenwärtigen. Seit Augustin wird Gott als die höchste Wesenheit betrachtet, das Sein selbst. Gott sei das höchste Gut und nach den Osiandristen auch wesentlich die höchste Gerechtigkeit. Der Mittler Christus überbringe diese wesentliche Gerechtigkeit und habe seine Menschheit „an sich genommen“. Obgleich göttlichen Ursprungs (im Rahmen der Trinitätslehre) geht es nun um den Heiland und zugleich den historischen Menschen Jesus, der in Golgatha gekreuzigt wurde. Der Kreuzestod sei für die sündigen Menschen zu deren Erlösung erfolgt. Durch seine Tat, das stellvertretende Strafleiden am Kreuz, sein Blut, das „für uns alle“ vergossen wurde, habe Jesus Christus die Gerecht-Sprechung der Sünder ermöglicht. Man nennt das die „forensische Rechtfertigung“(-slehre), bei der man sich bildlich vor Gottes Gericht befindet. Melanchthons Anhänger sprachen dann von „Imputation“, der Anrechnung von Christi Leiden, um gerecht (gerechtfertigt) zu werden. Für Luther spielte die dialektische Formulierung „gerecht und Sünder zugleich“ eine Rolle, denn der gerechtfertigte Sünder (der Gläubige) wandelt nun nicht für den Rest seiner Lebenszeit wie ein Heiliger durch das Leben. Luther, auf Paulus gestützt, wollte verdeutlichen, dass sich der Mensch nicht durch gute Werke (allein) das ewige Leben (das Gerecht-Sein) erarbeiten könne, sondern, dass es durch das Eintreten Christi den Gläubigen gnädig (durch Gnade) geschenkt werde. Die Osiandristen, auch der Herzog, betrachteten dieses Heilsgeschehen aber von der bei Gott angesiedelten „wesentlichen Gerechtigkeit“ her, die den Gläubigen, wenn sie Christus im Glauben „ergreifen“, „einwohnt“. Letztlich spielt da eine angedachte mystische Substanzeinheit des Gläubigen mit der Gottheit eine Rolle, erhielt Vorrang vor der Imputation.
Wenn Johannes Brenz (1499–1570), der angesehene württembergische Reformator, der so oft vermittelnd tätig war, auf dem Wormser Religionsgespräch, 1557, eine Verurteilung Osianders verhinderte, so muss man sich fragen: „Warum?“. Was sprach ihn in Osianders Theologie an und gehörte für ihn unverzichtbar zur evangelischen Lehrauffassung dazu? Die Brücke bildet – und auch der Herzog weist unaufhörlich darauf hin – die Sakramentslehre. Bekanntlich stritt Luther hartnäckig für seine Auffassung, dass Christus im Abendmahl gegenwärtig sei, und der Gläubige nehme Blut und Leib Christi in sich auf. Dieses Einssein mit Christus gehört zur evangelischen Abendmahlsauffassung (kein bloßes Erinnerungsmahl, keine Transsubstantiation wie beim katholischen Messopfer), und die Osiandristen fanden hier ihren Glauben, dass Christus den Gläubigen einwohne, bestätigt. In der Taufe vollziehe sich ähnliches, und die Verbindung zu Tod und Auferstehung Jesu Christi war ihnen in diesem Zusammenhang stets gegenwärtig. Vielleicht war es das Nachvollziehen einer bestimmten Frömmigkeit, dass man zu spüren glaubte, dass sich im Gläubigen etwas verändere. Da war das spröde forensisch-juristische Bekräftigen eines gnadenreichen Urteils (vor Gottes Gericht) zu wenig. Die Osiandristen zielten auf ein erneuertes, frohes Bewusstsein des Christseins, sprachen von einer erlebbaren Einheit mit ihrem Erlöser. Kirchenordnungen, Widerrufe, Lehrbekräftigungen konnten diese Lücke nicht schließen. In Wirklichkeit hatte sich die Orthodoxie mit ihrer Rechthaberei von Luther zwar nicht nach dem Buchstaben, aber nach dem Geist ein Stück entfernt, auch wenn die traditionsgesättigten Substanzspekulationen der Osiandristen eher für akademische Diskussionen geeignet waren, aber nicht als Fundament für eine Landeskirche taugten.

## Werke (Auswahl)
- Vertrau Gott allein. Gebete Herzog Albrechts von Preußen. Hrsg. von Erich Roth. Holzner, Würzburg 1956.
- „Was mein Gott will, gescheh allzeit.“ Kirchenlied Nr. 364 im Evangelischen Gesangbuch, Verse 1–3 von Herzog Albrecht, 1547 und um 1554; Vers 4: Nürnberg um 1555.
- 16 zeitgenössische kirchenpolitische Drucke von Herzog Albrecht (nachfolgend mit vereinfachten Kurztiteln. Nachgewiesen mit Zeilenumbrüchen, Abbreviaturen, in damaliger Schreibweise, einschließlich von Druckvarianten bei: Jörg Rainer Fligge: Herzog Albrecht und der Osiandrismus 1522–1568. Diss. phi. Bonn 1972, S. 858–864).
- Christliche verantwortung des … herren Albrechten … Außgangen in vnser Stat Koenigsberg in Preussen … (Gedruckt: J. Gutknecht, Nürnberg, 1526. Nr. 1.a).
- Jllustris. Principis … Alberti … responsio contra insimulationem … Theoderici de Clee … (Gedruckt: H. Weinreich, Königsberg, 1526. Nr. 2).
- Vermanung an die Christliche Gemeine …(Gedruckt: o. O. und o. J., Einblattdruck, Folioformat. Nr. 3).
- Bekentnus: einer Christlichen person … (Gedruckt: Königsberg in Preussen, 1551. Nr. 4.a).
- VON Gottes Gnaden Vnser Albrechten … Ausschreiben … (Gedruckt: Hans Lufft, Königsberg, 1553. Nr. 5a).
- Abschied Des …  Herrn Albrechten des Eltern … darnach sich alle … halten sollen.(Gedruckt: Johann Daubmann, Königsberg, 1554. Nr. 6a).
- Des Durchleüchtigsten … Herrn Albrechten des Eltern … Mandat … (Gedruckt: Johann Daubmann, Königsberg, 1554. Nr. 7).
- Der 71. Psalm in ein Gebet gestellet von einer hohen Person des Ampts halben  … (abgedruckt von Friedrich Spitta in: Archiv für Reformationsgeschichte 6. 1908/09, S. 140–146. Nr. 8).
- Vorwort zu: Enchiridion. Der kleine Katechismus Doctor Martini Luthers … (Gedruckt: Johann Daubmann, Königsberg, 1561. Nr. 9).
- Vermanung Zur Buß. Des … Herrn Albrechten des Eltern … (in Anwesenheit des Fürsten und seiner Gemahlin, Hofräten etc.) … offentlich in der Thumkirchen daselbs den 23. Decemb. Anno 63. Durch M. Johann Funck abgelesen … (Gedruckt: Johann Daubmann, Königsberg, 1564. Nr. 10).
- Kirchengebet im Herzogtum Preußen (1563) (Einblattdruck. abgedruckt bei: Walther Hubatsch, Geschichte der Evangelischen Kirche Ostpreußens. Bd. 3, S. 32f. Göttingen: Vandenhoeck & Ruprecht, 1968. – Nr. 11).
- Illustrissimi Principis ac domini, domini Alberti … Ducis Prußiae etc. … Responsio & Confessio. (Gedruckt: nur mit Jahresangabe: 1564. Nr. 12).
- Vnser von Gottes Genaden Albrechten des Eltern … Kurtze vnd einfeltige Antwort vnd Bekentnis …  (Gedruckt: Johann Daubmann, Königsberg, 1564. Nr. 13).
- (Scalich.Mandat: betreffend Stanislav Pavao Skalić) Von Gottes genaden Wir Albrecht der Elter … Gegeben in vnserm Schlos Königsperg an Sonabent den 2. Junij Anno 65. (Einblattdruck in Folio. Nr. 14).
- Fürstlicher Durchleuchtigkeit Marggraff Albrechten deß ersten Hertzogen in Preussen etc. … Offentliches Außschreiben wegen wolgemelter Vniversitet durchs gantze Herzogthumb anno 1558 publiciret. (Erneuert publiziert: 11. Dezember 1618. Nr. 15).
- Fürsten Spiegel Das ist: Schriften vnd Sendschreiben Des … Herrn Albrecht … erster Hertzogen in Preussen etc. … (Hrsg. von Holger Rosenkrantz. Gedruckt: Hans Hanssen, Aarhus, 1636. Nr. 16).

Der kroatische Humanist, Priester, Universalgelehrter und Verfasser des ersten Werkes, in dessen Titel das Wort „Enzyklopädie“ in der heutigen Bedeutung vorkommt, Pavao Skalić, war Albrechts Berater.

## Ehen und Nachkommen
Herzog Albrecht heiratete in Königsberg am 1. Juli 1526 in erster Ehe Dorothea, Tochter von Friedrich I. (Dänemark und Norwegen). Aus dieser Ehe stammen sechs Kinder:
- Anna Sophie (* 11. Juni 1527; † 6. Februar 1591)

⚭ 1555 Herzog Johann Albrecht I. von Mecklenburg (1525–1576)
- Katharina (*/† 24. Februar 1528)
- Friedrich Albrecht (* 5. Dezember 1529; † 1. Januar 1530)
- Lucia Dorothea (* 8. April 1531; † 1. Februar 1532)
- Lucia (* Februar 1537; † Mai 1539)
- Albrecht (*/† März 1539)

In zweiter Ehe heiratete er in Königsberg am 16. Februar 1550 Anna Maria von Braunschweig, Tochter von Herzog Erich I. (Braunschweig-Calenberg-Göttingen). Aus dieser Ehe stammen zwei Kinder:
- Elisabeth (* 20. Mai 1551; † 19. Februar 1596)
- Albrecht Friedrich (* 29. April 1553; † 27. August 1618), 2. Herzog in Preußen

⚭ 1573 Prinzessin Marie Eleonore von Jülich-Kleve-Berg (1550–1608)

## Gedenken

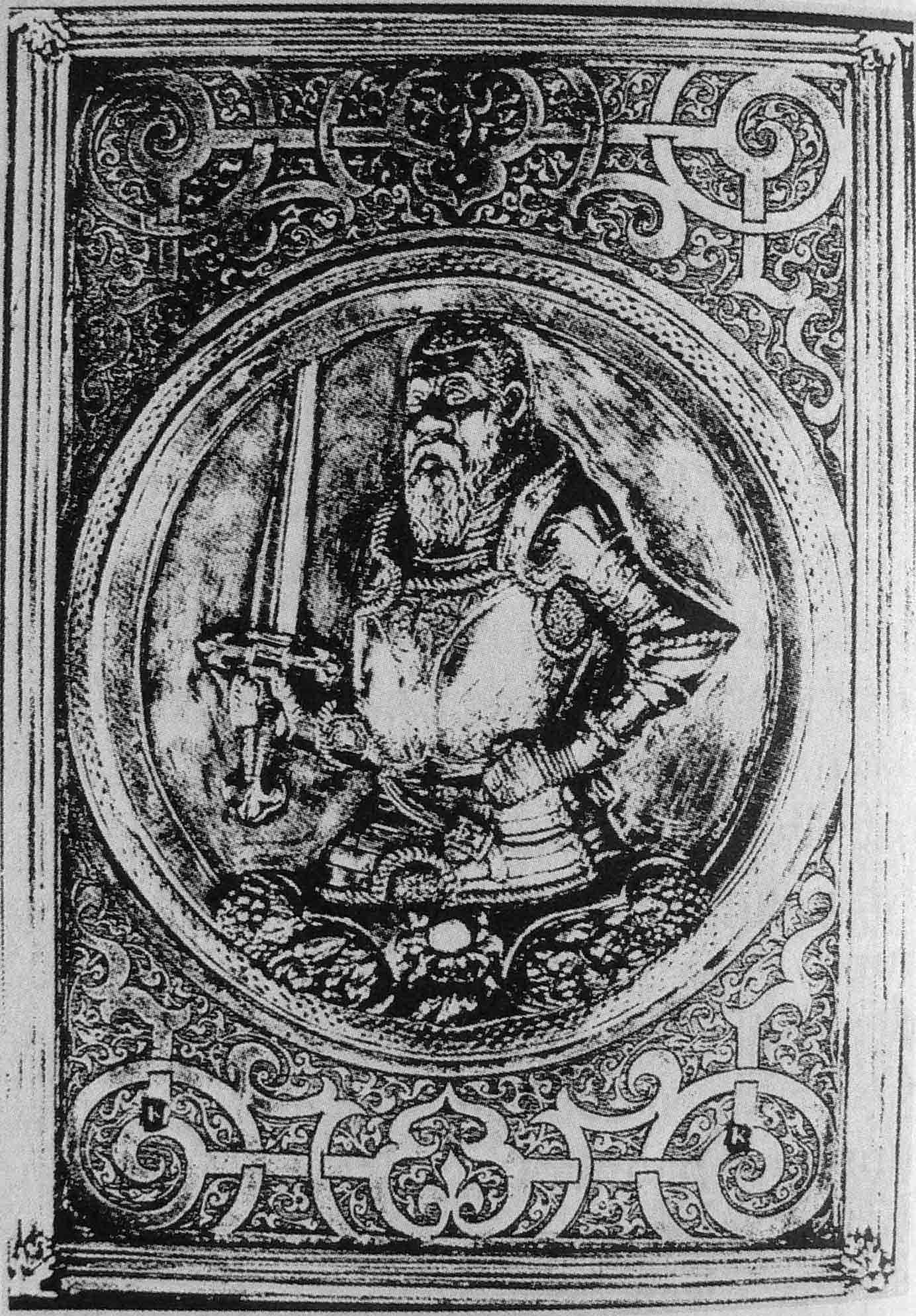
Albrecht auf dem Buchdeckel eines Bandes der Silberbibliothek. Dies wurde später das Siegel der Albertus-Universität

Ein Bildnisrelief Herzog Albrechts befand sich seit 1553 am Collegium Albertinum (Königsberg).
Im Evangelischen Namenkalender wird seiner am 20. März gedacht.
Die 1913 in Königsberg errichtete Herzog-Albrecht-Gedächtniskirche wurde 1972 im nunmehr sowjetischen Kaliningrad abgerissen.
In Ansbach errichtete 2016 die Gesellschaft der Freunde des Albrecht von Brandenburg-Ansbach, unterstützt von zahlreichen Spendern, „für den großen Sohn der Stadt“  ein Denkmal des Bildhauers Friedrich Schelle und schenkte es der Stadt.
Die Immanuel-Kant-Universität Kaliningrad ehrte, unterstützt von der russischen Administration, Herzog Albrecht als Gründer der Universität (1544) mit einem kunstvoll gefertigten Denkmal. Auf einem hell getönten Sockel befindet sich die Statue des Herzogs, in etwa lebensgroß, schwarz gehalten, in damaliger Landestracht. Zwei Inschriften, in Gold, in russischer und deutscher Sprache, teilen mit: „Herzog Albrecht//Gründer//der Königsberger//Universität“. Das Denkmal steht nicht weit entfernt vom Grabe Immanuel Kants (gest. 1804) am Dom.